# Xã Gales, Quận Aurora, South Dakota
Xã Gales (tiếng Anh: Gales Township) là một xã thuộc quận Aurora, tiểu bang Nam Dakota, Hoa Kỳ. Năm 2010, dân số của xã này là 54 người.